# Armudpadar
Armudpadar är en ort i Azerbajdzjan.   Den ligger i distriktet Xaçmaz Rayonu, i den nordöstra delen av landet, 150 kilometer nordväst om huvudstaden Baku. Armudpadar ligger 110 meter över havet och antalet invånare är 1 838.
Terrängen runt Armudpadar är lite kuperad. Närmaste större samhälle är Xaçmaz, 4,2 kilometer nordost om Armudpadar.
Trakten runt Armudpadar består till största delen av jordbruksmark. Runt Armudpadar är det ganska tätbefolkat, med 80 invånare per kvadratkilometer.